# Десюдепорт
Десюдепорт (от френски: dessus-de-porte, буквално: „над вратата“; на немски и италиански: супрапорте (от латински: supra – „намиращото се отгоре“ и porta – „врата“, „порта“) или също наддверие е декоративна композиция, разположена над (входната) врата. Най-често става въпрос за скулптурни или релефни композиции, но понякога и живописни пана или стенописи. Даденото декоративно украшение може да е окачено свободно над вратата или да е конструктивно съчетано с рамката на вратата. В художествено отношение дюсдепорта се явява преходен елемент от вратите към стените.

## История
Историята на десюдепорта води своето начало от италианското изкуство и достига своя разцвет във Франция. Предшественикът на това наддверно украшение е тимпанът, изработен в техника на настенна живопис. Високото разположение на стената го правил труден за зрителното възприятие. Затова фреските били изпълнявани в ярки тонове, следвайки проста и ясна композиция. Още през XVI век подобен декор бил тясно свързан с интериора на двореците. Заедно със стенни медальони той създавал цялостен смислов и художествен ансамбъл. Обръщайки се към митологичните сюжети, майсторите отделяли много внимание на светлинно-въздушната перспектива.
Заслуга на френски художници е развитието на скулптурния компонент на десюдепортите. Резбована атика, която украсява вътрешните врати на помещение, се нарича à la française (буквално: по френски). Бароковата живопис я обогатява с нови сюжети, например, пасторални и ловни сцени.
Като характерен архитектурен елемент на барока, десюдепортът достига широко разпространение през XVII-XVIII век; парадните (церемониални) интериори на дворците от този период почти винаги включват в себе си десюдепорти. Често срещан в интериора на класицизма и периода на еклектиката, обаче по-нататъчното използването на елемента става рядко. Краткото завръщане на десюдепорта може да се наблюдава в интериора на неокласицизма. Тук живописната украса над вратите остава вярна на митологичната тематика, понякога отстъпвайки обаче на натюрморта. Не се използва в съвременната архитектура, освен ако не говорим за стилизация.